# Nalles fiskafänge
Nalles fiskafänge (även Humphrey som fiskare) (engelska: Hooked Bear) är en amerikansk animerad kortfilm från 1956. Filmen är den första av två filmer med Björnen Humphrey i huvudrollen.

## Handling
Björnen Humphrey försöker göra fiskelycka, men hans försök att fånga en fin fisk misslyckas. Inte heller blir det bättre av att skogvaktare Woodlore anmärker på hur Humphrey fiskar.

## Om filmen
Filmen hade svensk premiär den 2 december 1957 på Sture-Teatern i Stockholm och ingick i kortfilmsprogrammet Kalle Ankas festprogram.

## Rollista
- James MacDonald – Björnen Humphrey (icke-verbala läten)
- Bill Thompson – skogvaktare J. Audubon Woodlore[6]